# Kanjut Sar
Il Kanjut Sar  è una montagna localizzata nell'Hispar Muztagh una catena montuosa del Karakoram in Pakistan.

## Descrizione
Con i suoi 7.760 metri sul livello del mare è la 26° montagna più alta della Terra e la 11° del Pakistan.
La prima scalata venne effettuata nel 1959 dalla guida valdostana Camillo Pellissier, membro di una spedizione italiana diretta da Guido Monzino composta da 12 alpinisti e 500 portatori che trasportarono 22 tonnellate di materiali.
La vetta fu raggiunta il 19 luglio da Pellissier in solitaria partendo dal campo 6 posto a quota 6670 m. Jean Bich che doveva tentare la vetta assieme a lui fu fermato da crampi gastrici. L'impresa è descritta nel documentario del 1960 Kanjut Sar - la montagna che ha in vetta un lago, diretto da Guido Guerrasio.